# 미하일 아르치바셰프

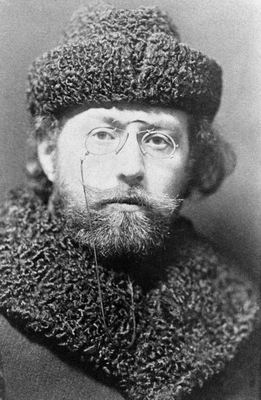

미하일 페트로비치 아르치바셰프(러시아어: Михаи́л Петро́вич Арцыба́шев, 1878년 11월 5일 ~ 1927년 3월 3일)는 러시아 소설가 집안 출신으로 19세기 말엽부터 20세기 초엽까지 러시아에서 한때 유행한 시니즘 계열의 대표적 작가이다.

## 주요 이력
사회적·정치적 혁명의 분위기가 고조되어 있는 현실에 등을 돌리고 오직 개인적 주장, 특히 연애의 자유, 성애(性愛)의 해방을 제창하여 사회적 시야가 퍽 결여된 입장이었다. 육체의 성서(聖書)로 불리는 <사닌>(1907)과 <최후의 일선(一線)>(1912)이 대표작이다. 이 밖에 희곡 <질투>(1914)와 감상집 <영원한 신기루>(1922)를 발표했다. 10월 혁명 후 폴란드로 망명하여 바르샤바에서 죽었다.